# MTV Video Music Awards 2018
Die 35. Verleihung der MTV Video Music Awards fand am 20. August 2018 zum zwölften Mal in der Radio City Music Hall von New York City statt.
Die US-amerikanische Rapperin Cardi B wurde insgesamt 12-mal nominiert und führte damit die Liste der Nominierten an. Sie erhielt auch zusammen mit Childish Gambino die meisten Preise, nämlich jeweils drei.
Das Video des Jahres stammte von Camila Cabello, die auch Künstlerin des Jahres wurde. Jennifer Lopez wurde als erste lateinamerikanische Künstlerin mit dem Michael Jackson Video Vanguard Award ausgezeichnet.
Madonna erinnerte in einer Rede an die kurz vor den Awards verstorbene Künstlerin Aretha Franklin, erntete jedoch viel Kritik, da ihre Rede mehr mit ihr zu tun gehabt habe, als mit Franklin. Tatsächlich wurde Madonna laut eigenen Angaben überrumpelt. Sie habe gar keine Rede geplant und sei von den Organisatoren gebeten worden, ein paar Anekdoten aus ihre, gemeinsamen Erleben einzubauen. Die Rede sei nie als Tribut geplant gewesen.
Wie bereits 2017, so waren auch 2018 die Quoten eher schlecht. Nur 2,2 Millionen Haushalte verfolgten die Preisverleihung auf MTV und lediglich 4,87 Millionen auf anderen Netzwerken.

## Auftritte
Vorprogramm
- Bazzi – Mine
- Bryce Vine – Drew Barrymoore
- Backstreet Boys – Don’t Go Breaking My Heart

Hauptshow
- Shawn Mendes – In My Blood
- Bazzi – Beautiful
- Logic & Ryan Tedder – One Day
- Panic! at the Disco – High Hopes
- Jessie Reyez – Apple Juice
- Nicki Minaj – Majesty/Barbie Dreams/Ganja Burn/Fefe (live aus dem PATH World Trade Center)
- Hayley Kiyoko – Curious
- Jennifer Lopez – Medley
- Ariana Grande – God Is a Woman
- PrettyMuch – Summer on You
- Travis Scott & James Blake – Stargazing/Stop Trying to Be God/Sicko Mode
- Juice Wrld – Lucid Dreams
- Maluma – Felices los 4
- Lauv – I Like ME Better
- Post Malone, 21 Savage & Aerosmith – Rockstar (Post Malone & 21 Savage)/Dream On (Aerosmith & Post Malone)/Toys in the Attic (Aerosmith & Post malone)

## Moderatoren und Laudatoren
Moderiert wurde die Veranstaltung von Cardi B. Außer ihr traten auf:
Vorprogramm
- Terrence J – Song of Summer und Push Artist of the Year

Hauptshow
- Kevin Hart & Tiffany Haddish – Best Hip Hop
- G-Eazy & Shay Mitchell – kündigten Bazzi an
- Anna Kendrick & Blake Lively – Best Pop
- Teyana Taylor und Kyle – kündigten Logic und Ryan Tedder an
- Ken Jeong – Best New Artist und Wahlverfahren
- Jimmy Fallon – stellte Panic! at the Disco vor
- Backstreet Boys – Song of the Year
- Liam Payne & Shanina Shaik – Best Latin
- Shawn Mendes – Video Vanguard
- Social House & Karlie Kloss – kündigten Ariana Grande an
- Keegan-Michael Key & Olivia Munn – Artist of the Year
- Millie Bobby Brown – Best New Artist
- DJ Khaled – kündigte Travis Scott & James Blake
- Gucci Mane – Best Collaboration
- Amandla Stenberg, Algee Smith & Sabrina Carpenter – Video with a Message
- Rita Ora und Bebe Rexha – kündigten Maluma an
- Madonna – Nachruf auf Aretha Franklin und Video of the Year
- Lenny Kravitz – stellte Post Malone und 21 Savage

## Gewinner und Nominierte

### Video of the Year
Camila Cabello (featuring Young Thug) – Havana
- The Carters – Apeshit
- Childish Gambino – This Is America
- Drake – God’s Plan
- Ariana Grande – No Tears Left to Cry
- Bruno Mars (featuring Cardi B) – Finesse (Remix)

### Artist of the Year
Camila Cabello
- Cardi B
- Drake
- Ariana Grande
- Post Malone
- Bruno Mars

### Song of the Year
Post Malone (featuring 21 Savage) – Rockstar
- Camila Cabello (featuring Young Thug) – Havana
- Drake – God’s Plan
- Dua Lipa – New Rules
- Bruno Mars (featuring Cardi B) – Finesse (Remix)
- Ed Sheeran – Perfect

### Best New Artist
Cardi B
- Bazzi
- Chloe x Halle
- Hayley Kiyoko
- Lil Pump
- Lil Uzi Vert

### Best Collaboration
Jennifer Lopez (featuring DJ Khaled & Cardi B) – Dinero
- The Carters – Apeshit
- Logic (featuring Alessia Cara & Khalid) – 1-800-273-8255
- Bruno Mars (featuring Cardi B) – Finesse (Remix)
- N.E.R.D & Rihanna – Lemon
- Bebe Rexha (featuring Florida Georgia Line) – Meant to Be

### Push Artist of the Year
Hayley Kiyoko
- Bishop Briggs
- Chloe x Halle
- Noah Cyrus
- Tee Grizzley
- Kacy Hill
- Khalid
- Kyle
- Lil Xan
- PrettyMuch
- Jessie Reyez
- Sigrid
- SZA
- Grace VanderWaal
- Why Don’t We

### Best Pop Video
Ariana Grande – No Tears Left to Cry
- Camila Cabello (featuring Young Thug) – Havana
- Demi Lovato – Sorry Not Sorry
- Shawn Mendes – In My Blood
- Pink – What About Us?
- Ed Sheeran – Perfect

### Best Hip-Hop
Nicki Minaj – Chun-Li
- Cardi B (featuring 21 Savage) – Bartier Cardi
- The Carters – Apeshit
- J. Cole – ATM
- Drake – God’s Plan
- Migos (featuring Drake) – Walk It Talk It

### Best Latin
J Balvin & Willy William – Mi Gente
- Daddy Yankee – Dura
- Luis Fonsi & Demi Lovato – Échame la Culpa
- Jennifer Lopez (featuring DJ Khaled & Cardi B) – Dinero
- Maluma – Felices los 4
- Shakira (featuring Maluma) – Chantaje

### Best Dance
Avicii (featuring Rita Ora) – Lonely Together
- The Chainsmokers – Everybody Hates Me
- David Guetta & Sia – Flames
- Calvin Harris & Dua Lipa – One Kiss
- Marshmello (featuring Khalid) – Silence
- Zedd & Liam Payne – Get Low

### Best Rock
Imagine Dragons – Whatever It Takes
- Fall Out Boy – Champion
- Foo Fighters – The Sky Is a Neighborhood
- Linkin Park – One More Light
- Panic! at the Disco – Say Amen (Saturday Night)
- Thirty Seconds to Mars – Walk on Water

### Video with a Message
Childish Gambino – This Is America"
- Drake – God’s Plan
- Dej Loaf & Leon Bridges – Liberated
- Logic (featuring Alessia Cara & Khalid) – 1-800-273-8255
- Janelle Monáe (featuring Grimes) – Pynk
- Jessie Reyez – Gatekeeper

### Best Art Direction
The Carters – Apeshit (Art Directors: Jan Houllevigue and the Louvre)
- Childish Gambino – This Is America (Art Director: Jason Kisvarday)
- J. Cole – ATM (Art Director: Miles Mullin)
- Janelle Monáe – Make Me Feel (Art Director: Pepper Nguyen)
- Taylor Swift – Look What You Made Me Do (Art Director: Brett Hess)
- SZA – The Weekend (Art Directors: SZA und Solange)

### Best Choreography
Childish Gambino – This Is America (Choreograf: Sherrie Silver)
- Camila Cabello (featuring Young Thug) – Havana(Choreografen: Calvit Hodge, Sara Bivens und Galen Hooks)
- The Carters – Apeshit (Choreografen: Sidi Larbi Cherkaoui und JaQuel Knight)
- Dua Lipa – IDGAF (Choreograf: Marion Motin)
- Bruno Mars (featuring Cardi B) – Finesse (Remix) (Choreografen: Phil Tayag und Bruno Mars)
- Justin Timberlake – Filthy (Choreografen: Marty Kudelka, AJ Harpold, Tracey Phillips und Ivan Koumaev)

### Best Cinematography
The Carters – Apeshit (Director of Photography: Benoît Debie)
- Alessia Cara – Growing Pains (Director of Photography: Pau Castejón)
- Childish Gambino – This Is America (Director of Photography: Larkin Seiple)
- Eminem (featuring Ed Sheeran) – River (Directors of Photography: Frank Mobilio und Patrick Meller)
- Ariana Grande – No Tears Left to Cry (Director of Photography: Scott Cunningham)
- Shawn Mendes – In My Blood (Director of Photography: Jonathan Sela)

### Best Direction
Childish Gambino – This Is America (Director: Hiro Murai)
- The Carters – Apeshit (Director: Ricky Saix)
- Drake – God’s Plan (Director: Karena Evans)
- Shawn Mendes – In My Blood (Director: Jay Martin)
- Ed Sheeran – Perfect (Director: Jason Koenig)
- Justin Timberlake (featuring Chris Stapleton) – Say Something (Director: Arturo Perez Jr.)

### Best Editing
N.E.R.D und Rihanna – Lemon (Editor: Taylor Ward)
- The Carters – Apeshit (Editors: Taylor Ward und Sam Ostrove)
- Childish Gambino – This Is America (Editor: Ernie Gilbert)
- Bruno Mars (featuring Cardi B) – Finesse (Remix) (Editor: Jacquelyn London)
- Janelle Monáe – Make Me Feel (Editor: Deji Laray)
- Taylor Swift – Look What You Made Me Do (Editor: Chancler Haynes for Cosmo)

### Best Visual Effects
Kendrick Lamar und SZA – All the Stars (Visual Effects: Loris Paillier von BUF Paris)
- Avicii (featuring Rita Ora) – Lonely Together (Visual Effects: KPP)
- Eminem (featuring Beyoncé) – Walk on Water (Visual Effects: Rich Lee für Drive Studios)
- Ariana Grande – No Tears Left to Cry (Visual Effects: Vidal und Loris Paillier für BUF Paris)
- Maroon 5 – Wait (Visual Effects: Timber)
- Taylor Swift – Look What You Made Me Do (Visual Effects: Ingenuity Studios)

### Song of Summer
Cardi B, Bad Bunny & J Balvin – I Like It 
- DJ Khaled (featuring Justin Bieber, Chance the Rapper & Quavo) – No Brainer
- Drake – In My Feelings
- Calvin Harris & Dua Lipa – One Kiss
- Juice Wrld – Lucid Dreams
- Ella Mai – Boo’d Up
- Post Malone – Better Now
- Maroon 5 (featuring Cardi B) – Girls Like You

### Michael Jackson Video Vanguard Award
- Jennifer Lopez[4]

## Statistik
Mehr als ein Preis
| Preise | Künstler         |
| ------ | ---------------- |
| 3      | Childish Gambino |
| 3      | Cardi B          |
| 2      | Camila Cabello   |
| 2      | The Carters      |

Nominierungen
| Nominations | Artist            |
| ----------- | ----------------- |
| 10          | Cardi B           |
| 8           | The Carters       |
| 7           | Childish Gambino  |
| 7           | Drake             |
| 6           | Bruno Mars        |
| 5           | Ariana Grande     |
| 5           | Camila Cabello    |
| 4           | Ed Sheeran        |
| 4           | Khalid            |
| 4           | Young Thug        |
| 3           | Dua Lipa          |
| 3           | Alessia Cara      |
| 3           | Janelle Monáe     |
| 3           | Shawn Mendes      |
| 3           | SZA               |
| 3           | Taylor Swift      |
| 2           | Post Malone       |
| 2           | Chloe x Halle     |
| 2           | Hayley Kiyoko     |
| 2           | Jennifer Lopez    |
| 2           | DJ Khaled         |
| 2           | Logic             |
| 2           | N.E.R.D           |
| 2           | Rihanna           |
| 2           | Jessie Reyez      |
| 2           | Demi Lovato       |
| 2           | 21 Savage         |
| 2           | J. Cole           |
| 2           | Eminem            |
| 2           | Maluma            |
| 2           | Avicii            |
| 2           | Rita Ora          |
| 2           | Calvin Harris     |
| 2           | Justin Timberlake |
| 2           | Maroon 5          |